# Kurórtne
Kurórtne (en (ucraïnès): Курортне) és un poble de la República Autònoma de Crimea a Ucraïna, que el 2014 tenia 421 habitants. Pertany al districte de Bilogorsk.